# كو ماتسوبارا
كو ماتسوبارا (باليابانية: 松原 后) (مواليد 30 أغسطس 1996)، هو لاعب كرة قدم ياباني سابق كان يلعب كمدافع.

## وصلات خارجية
- كو ماتسوبارا على موقع رابطة كرة القدم اليابانية للمحترفين (اليابانية)
- كو ماتسوبارا على موقع قاعدة بيانات كرة القدم.إي يو (الإنجليزية)
- كو ماتسوبارا على موقع Soccerway.com (الإنجليزية)
- كو ماتسوبارا على موقع عالم كرة القدم.نت (الإنجليزية)
- كو ماتسوبارا على موقع كووورة